# 山本有三
山本 有三（やまもと ゆうぞう、1887年〈明治20年〉7月27日 - 1974年〈昭和49年〉1月11日）は、大正から昭和にかけて活躍した日本の小説家、劇作家、政治家。日本芸術院会員、文化功労者、文化勲章受章者。名誉三鷹市民。本名は山本 勇造。
人道的な社会劇作家として名を成し、『嬰児殺し』『坂崎出羽守』『同志の人々』などを発表。その後、小説に転じて『波』『女の一生』『真実一路』『路傍の石』などを書き、理想主義の立場から人生の意味を平明な文体で問いかけた作風で広く読まれた。
第二次世界大戦後は貴族院勅選議員。のち参議院議員として新仮名遣い制定など国語国字問題に尽力した。

## 略歴
呉服商の子として栃木県下都賀郡栃木町（現在の栃木市）に生まれる。跡取り息子として裕福に育ち、高等小学校卒業後、父親の命で一旦東京浅草の呉服商に奉公に出されるが、逃げ出して故郷に戻る。上級学校への進学を希望したが許されず、家業を手伝った。この頃、佐佐木信綱が主宰する短歌の結社「竹柏会」に入会し、新派和歌を学び、また『中学世界』や『萬朝報』『文章世界』に投稿して入選している。
その後、1905年（明治38年）に母の説得で再度上京。正則英語学校、東京中学に通い、1908年（明治41年）に東京府立一中を卒業。1909年（明治42年）9月に第一高等学校入学。同級だった近衛文麿とは生涯親交を暖めた。1年の留年を経て一高を中退し、1912年（大正元年）東京帝国大学文科大学選科文学科に入学。在学中『新思潮』の創刊に参加。1915年（大正4年）文学科（独逸文学）卒業後は、舞台協会の舞台監督となり、結婚したがまもなく離婚。1917年（大正6年）より早稲田大学でドイツ語講師を務めた。
1920年（大正9年）に戯曲『生命の冠』で文壇デビュー。真実を求めてたくましく生きる人々の姿を描いた。1926年（大正15年）一高時代に落第後同級となった菊池寛や芥川龍之介らと日本文芸家協会を結成し、内務省の検閲を批判、著作権の確立に尽力（菊池・山本らは1935年に著作権審査会委員を被命）。1932年（昭和7年）には新設の明治大学文芸科の初代科長に就任。しかし、1933年（昭和8年）6月、共産党への資金提供の疑いで検挙され、また1938年（昭和13年）より『主婦之友』で連載中だった「新篇路傍の石」が2年後に検閲で中止に追い込まれるなど、政府・軍部の圧迫を受ける一方、1941年（昭和16年）には帝国芸術院会員、太平洋戦争中の1942年（昭和17年）には日本文学報国会理事に推挙された。
この間、1936年（昭和11年）に三鷹市（当時は東京府下）の洋館（1926年築の当時としては珍しい鉄筋コンクリート2階建）を購入し移り住んだ。自作の小説、戯曲を執筆するだけでなく、児童向けの『日本少国民文庫』（全16巻）の編集も担い、編集主任には、以前から親交があり、当時は失業中だった吉野源三郎を登用した。そのうちの一冊で、現在も読み継がれる『君たちはどう生きるか』の1937年初版は、吉野と山本の共著となっている。また太平洋戦争下の1942年夏には、子供が自由に蔵書を読めるようにと、自宅を「ミタカ少国民文庫」として開放した。
戦後は貴族院勅選議員に勅任され、国語国字問題に取り組んで「ふりがな廃止論」を展開したことでも知られる。憲法の口語化運動にも熱心に取り組んだ。1947年（昭和22年）の第1回参議院議員通常選挙では全国区から出馬して9位で当選。参議院議員を1期6年間務めて緑風会の中心人物となり、政治家としても名を残したが、積極的な創作活動は終生変わらなかった。1965年（昭和40年）に文化勲章を受章。他の叙勲は幾度か辞退していたが、1972年（昭和47年）に国会議員の功労として銀杯一組を賜った。
1974年（昭和49年）1月5日に国立熱海病院（静岡県熱海市）に入院し、1月11日に高血圧症から肺炎による急性心不全を併発して死去。戒名は山本有三大居士。
命日の1月11日は、数字の並びと有三の「三」にちなみ、一一一忌（いちいちいちき）と呼ばれている。

## 家族
父・山本元吉は、宇都宮藩士（足軽の小頭）だったが、明治維新後、裁判所書記などをした後、呉服屋で修業を積み独立するも失敗。かつぎ商人となって苦労の末、素封家や富商、三業地（花街）などの固定客を相手に、外商を主にした呉服業を栃木町で営んだ。1907年に脳溢血で死去。姉がいたが、夭折したため一人っ子だった。
1917年に母の勧めで最初の妻と結婚するも離婚。1919年3月に、本田増次郎と井岡ふでの娘・井岡はな（1897–1930）と再婚し、有一（1921–1930）、朋子（1925–2007）、玲子（1927–）、鞠子（1928–2010）の四子をもうける。妻のはなは両親が未入籍だったため私生児で、5歳の時に結核で母を亡くした後、母方の祖母や親族の間を転々とし、跡見女学校を卒業。21歳の時に同校学監の跡見李子（ももこ）の紹介で10歳年上の有三と結婚した。

## 『破船』事件
夏目漱石門下の久米正雄とは親友だったが女優木下八百子を巡って険悪となり、久米が漱石長女筆子の愛を巡って松岡譲と争ったいわゆる『破船』事件の際には、久米を陥れようと企んで、久米を女狂い、性的不能者、性病患者などと誹謗中傷する怪文書を、筆子の学友の名を騙って夏目家に送りつけた一面があった。怪文書の筆跡は明らかに女性のものだったが、有三が起草した文章を夫人に清書させたと、久米も松岡も筆子も考えていた。しかしながら久米と筆子の件は夏目門下生と親族以外は知らされておらず、山本がこの件を知っていたとは考えにくい。また、松岡は以前にも似た悪戯を久米にしている。

## 著作
主な著作については、山本有三記念館編「著作表」を参照。

### 戯曲
- 穴（歌舞伎 明治44年3月）
- 女親（『新思潮』大正3年4月）→淀見蔵
- 曼殊沙華（『帝国文学』大正3年12月）
- 津村教授（『帝国文学』大正8年2月）
- 生命の冠（『人間 』大正9年1月）
- 嬰児ごろし（『第一義』大正9年6月）
- 女親（『人間』大正9年9月）→女おや
- 坂崎出羽守（『新小説』大正10年9月）
- 指鬘縁起（『改造』大正11年9月）
- 同志の人々（『改造』大正12年4月）
- 海彦山彦（『女性』大正12年8月）→ウミヒコ・ヤマヒコ
- 本尊（『サンデー毎日』大正13年1月）
- 熊谷蓮生坊（『改造』大正13年6月）
- スサノヲの命（『婦女界』大正13年9月-10月）→スサノオノミコト
- 大磯がよひ（『新潮』大正13年10月）→大磯がよい
- 女中の病気（『演劇新潮』大正13年10月）
- 父親（『改造』大正14年9月）→父おや
- 嘉門と七郎右衛門（『文藝春秋』大正15年6月）
- 西郷と大久保（『文藝春秋』昭和2年5月）
- 霧の中（『キング』昭和2年11月）※ラジオドラマ
- 盲目の弟（『講談倶楽部』昭和4年10月）※シュニッツレルの戯曲の翻案
- 女人哀詞（『婦女界』昭和5年1月-3月）
- 米百俵（『主婦之友』昭和18年1月-2月）

### 小説・物語
- 兄弟（『新小説』大正11年10月）
- 雪―シナリオの形を借りて―（『女性』大正14年3月）
- 生きとし生けるもの（『朝日新聞』大正15年9月25日-12月7日 未完）
- 波（『朝日新聞』昭和3年7月20日-11月22日）
- 子役（『改造』昭和6年12月）
- チョコレート（『改造』昭和6年12月）
- 風（『朝日新聞』昭和5年10月26日-昭和6年3月25日）
- 女の一生（『朝日新聞』昭和7年10月20日-昭和8年6月6日 中断）
- 不惜身命（『キング』昭和9年1月,3月）→ふしゃくしんみょう
- 瘤（『改造』昭和9年12月）→こぶ
- 真実一路（『主婦之友』昭和10年1月-昭和11年9月）
- はにやみやのクララ（『主婦之友』昭和12年1月-3月）
- ストウ夫人（『主婦之友』昭和13年1月-3月）
- 路傍の石（『朝日新聞』昭和12年1月1日-6月18日 第一部）
- 新篇 路傍の石（『主婦之友』昭和13年11月-昭和15年7月 中絶）
- 無事の人（『新潮 』昭和24年4月）
- 濁流 雑談 近衛文麿（『毎日新聞』昭和48年4月4日-5月31日、昭和49年3月1日-3月11日）

### 随筆・評論・談話
- 野外劇場（新小説 大正2年11月）
- 島村抱月先生に 芸術座の「海の夫人」を見て（新思潮 大正3年2月）
- 美術劇場と無名会（新思潮 大正3年6月）
- 『その妹』の上演（新演芸 大正9年10月）
- 『父帰る』を見て（新演芸 大正9年12月）
- 芸術は『あらわれ』なり（人間 大正10年5月）
- 久米正雄に 戯曲集『阿武隈心中』のあとがき（『阿武隈心中』大正10年6月）
- 『坂崎出羽守』と悲劇の主人公（読売新聞 大正10年9月6日-7日）
- 道しるべ（都新聞 大正12年1月1日）
- Strindbergの読み方（文藝春秋 大正12年5月）
- その日から翌朝まで（改造 大正12年10月）
- 大地（随筆　大正12年11月）
- 築地小劇場の反省を促す（演劇新潮 大正13年7月）
- 翻訳雑感（演劇新潮 大正13年9月）→文学の輸出入
- 創作で立とうとする人びとに（文藝講座 大正14年10月）
- 小学読本と童話読本（文藝春秋 大正15年1月）
- あに発売禁止のみならんや（改造 大正15年9月）
- 徳冨蘇峰氏座談会（文藝春秋 昭和2年3月）
- 小人国（東京朝日新聞 昭和2年7月15日）
- おみおつけ（大調和 昭和2年9月）
- 芥川君の戯曲（文藝春秋 昭和2年9月）
- 『嬰児殺し』の評を見て 小山内薫氏に一言（東京朝日新聞 昭和3年12月19日）
- 一即多（悲劇喜劇 昭和4年4月）
- いずこに訴えん（『朝日民衆講座第13輯 検閲制度批判』昭和4年12月）
- 序にかえて（『山本有三全集』昭和6年2月）
- われらの主張の根本要旨（東京朝日新聞 昭和6年2月4,5,6,10,11,12日）
- 『嬰児殺し』漫談（演芸画報 昭和6年10月）
- 小学国語読本批判（『小学読本批判座談会』昭和7年4月）
- 山本有三氏を中心として純文学の問題を談ず（読売新聞 昭和8年1月11-13日）
- 興味とは何か、問題とは何か（読売新聞 昭和8年2月21日）
- 直木君の最後（読売新聞 昭和9年2月27日）
- 『ウミヒコ・ヤマヒコ』について（現代 昭和10年2月）
- 近衛文麿公閑談会（文藝春秋 昭和11年7月）
- 近衛公を語る（読売新聞 昭和12年6月2日）
- この本を出版するに当たって（『戦争と二人の婦人』昭和13年4月）
- 一問一答・近衛文麿と山本有三（モダン日本 昭和14年10月）
- もじと国民（文藝春秋 昭和16年1月26日）
- 雪もちの竹（銀河 昭和22年1月）
- 『文化』の役わり（東京新聞 昭和22年4月11日,12日）
- 人間菊池（別冊文藝春秋 昭和23年10月）
- 現代文壇史(9) 新思潮の頃（文芸 昭和31年2月）
- 文化人と国会（中央公論 昭和31年6月）
- アメリカと直線（朝日新聞 昭和32年1月1日）
- 『文化の日』が決まるまで（昭和35年11月6日）
- 三鷹の思い出（三鷹市報 昭和40年11月3日）
- 母の思い出（毎日新聞 昭和41年1月1日）
- からっぽ（『新潮日本文学11 山本有三集』月報 新潮社 昭和44年8月）
- 青春を語る――自分に落第点を（『現代日本の文学12 山本有三集』月報 学習研究社 昭和45年5月）
- 自然は急がない（読売新聞 昭和45年8月12日）
- 死にべた 「あとがき」にかえて（『無事 名作自選 日本現代文学館』ほるぷ出版 昭和47年12月）
- 老いの春（毎日新聞 昭和49年1月12日）

## 著書
- 『生命の冠』戯曲集 新潮社、1920年
- 『欲生』叢文閣、1920年
- 『坂崎出羽守』戯曲集 新潮社（現代脚本叢書）、1921年
- 『女親』稲門堂書店（戯曲叢書）、1922年
- 『塵労』金星堂、1922年
- 『同志の人々』戯曲集 新潮社、1924年、のち岩波文庫
- 『嬰児殺し』戯曲集 改造社、1924年
- 『途上』新潮社（感想小品叢書）、1926年
- 『熊谷蓮生坊』現代戯曲選集 春陽堂、1926年
- 『生きとし生けるもの』文藝春秋社、1927年、のち角川文庫・新潮文庫
- 『西郷と大久保』戯曲集 改造社、1927年、のち角川文庫
- 『波』朝日新聞社、1927年、のち岩波文庫・新潮文庫・講談社文庫
- 『女人哀詞』戯曲集 四六書院、1931年、のち角川文庫
- 『山本有三全集』改造社（日本文学大全集）、1931年
- 『風』朝日新聞社、1932年、のち新潮文庫
- 『女の一生』中央公論社、1933年、のち新潮文庫
- 『瘤』短篇集 改造社、1935年、のち岩波新書
- 『心に太陽を持て 胸にひびく話 - 二十篇』新潮社（日本少國民文庫）、1935年、のち新潮文庫
- 『日本名作選』新潮社（日本少國民文庫）、1936年、のち新潮文庫
- 『世界名作選』1-2 新潮社（日本少國民文庫）、1936年、のち新潮文庫
- 『真実一路』新潮社、1936年、のち新潮文庫・角川文庫
- 『戦争と二人の婦人』岩波書店、1938年
- 『山本有三全集』全10巻 岩波書店、1939–41年
- 『不惜身命』創元社、1939年、のち角川文庫
- 『路傍の石』岩波書店、1941年、のち新潮文庫
  - 『新編 路傍の石』岩波書店、1941年、のち新潮文庫
- 『米百俵 隠れたる先覚者小林虎三郎』新潮社、1943年、のち新潮文庫
- 『道しるべ』実業之日本社、1948年
- 『山本有三文庫』全11巻 新潮社、1948–50年
- 『竹』細川書店、1948年
- 『無事の人』新潮社、1949年、のち新潮文庫
- 『山本有三作品集』全5巻 創元社、1953年
- 『山本有三文庫』全7巻 中央公論社（中央公論社作品文庫）、1954-1955年
- 『海彦山彦』角川文庫、1956年
- 『濁流 雑談＝近衛文麿』毎日新聞社、1974年
- 『山本有三全集』全12巻 新潮社、1976-1977年
- 『兄弟・ふしゃくしんみょう』旺文社文庫、1979年

## 翻訳
- 『名誉』ヘルマン・ズーダーマン原著、赤城正蔵、1914年
- 『死の舞踏』ストリンドベルク原著、洛陽堂、1916年
- 『シュニッツレル選集』楠山正雄共訳、新潮社、1922年
- 『情婦殺し』シュニッツレル原著、新潮社、1926年

## 文学碑
- 山本有三文学碑（栃木県栃木市平井町） - 山本有三が1960年に栃木市名誉市民に推挙され、それを記念して建立されたもので、1963年3月9日に除幕式が行われた。碑には「たったひとりしかない自分を たった一度しかない一生を ほんとうに生かさなかったら 人間うまれてきたかいが ないじゃないか」という『路傍の石』の一節が刻まれている[23]。
- その他にも栃木市内に数多くの文学碑が所在。

## 記念館
三鷹市山本有三記念館
東京都三鷹市が1996年に開館した記念館で、山本有三が1936年から1946年まで居住した家を元に一般公開している。三鷹市指定有形文化財。
山本が愛したこの西洋式の屋敷と庭園は戦後、GHQによって接収されて米軍高級将校宅として使われることになったため、山本は後ろ髪を引かれる想いで転居を余儀なくされた。GHQは1946年、自分たちが住むのに適した西洋式住宅の接収候補約700をリスト化し、山本は接収を避けようと文部省や読売新聞社社長の馬場恒吾などを通じて働きかけたが、山本邸は「U.S.House No.843」」としてキャンプ・ドレイク勤務の米軍幹部が使うことになった。賃料は安く（東京都内の公立小学校教員の初任給が2000円の時代に月額496円）、1951年12月に接収が解除された山本邸はペンキが塗られ、家具も破損・紛失していた。
山本は返還された屋敷に住むことはなく、国立国語研究所の分室として使われ、1956年に東京都へ寄付されて図書館になった。1965年、三鷹市広報紙への寄稿で山本は、接収がなかったなら三鷹市民として留まっていただろうと述懐している。
山本有三ふるさと記念館
山本有三の故郷である栃木県栃木市に1997年に開館した記念館。山本の遺品などを所蔵、展示している。
建物は明治初期の建築で、2階建ての2棟の見世蔵が南北に棟続きになって構成されている。建ったのは南棟が先。北棟の1階は土間と帳場の形を残している。いずれも国登録有形文化財。

## 語録
- 「右の靴は左の足には合わない　でも両方無いと一足とは言われない」[29]
- 「裸より強いものはない」[30]（軍隊や国の交戦権を否定した日本国憲法を擁護して）